# Rashad Vaughn
Rashad DeAndre Vaughn (Minneapolis, Minnesota, 16 de agosto de 1996) es un baloncestista estadounidense que pertenece a la plantilla de los Cleveland Charge de la G League. Con 1,98 metros de estatura, juega en la posición de escolta.

## Trayectoria deportiva

### Universidad
Tras haber disputado en 2014 el prestigioso McDonald's All American Game, jugó una temporada con los Rebels de la Universidad de Nevada-Las Vegas, en la que promedió 17,8 puntos, 4,8 rebotes y 1,6 asistencias por partido. Fue elegido Freshman del Año de la Mountain West Conference.

### Profesional
El 25 de junio de 2015, fue seleccionado en la decimoséptima posición del Draft de la NBA de 2015 por los Milwaukee Bucks.
El 5 de febrero de 2018 fue traspasado, junto con una futura segunda ronda del draft a Brooklyn Nets, a cambio de Tyler Zeller, pero solo disputó un partido, ya que el 8 de febrero fue traspasado a los New Orleans Pelicans a cambio de Dante Cunningham, pero fue despedido sin llegar a debutar.
El 12 de agosto de 2021, firma por el BC Dnipro Dnipropetrovsk de la liga de Superliga de baloncesto de Ucrania.
El 29 de enero de 2022, firma por el Lavrio B.C. de la A1 Ethniki griega.
El 24 de octubre de 2022 se unió a la pretemporada de los Cleveland Charge de la G League.

## Estadísticas de su carrera en la NBA

### Temporada regular
| Año     | Equipo    | PJ  | PT | MPP  | %TC  | %3P  | %TL  | RPP | APP | ROB | TPP | PPP |
| ------- | --------- | --- | -- | ---- | ---- | ---- | ---- | --- | --- | --- | --- | --- |
| 2015-16 | Milwaukee | 70  | 6  | 14.3 | .305 | .293 | .800 | 1.3 | .6  | .4  | .2  | 3.1 |
| 2016-17 | Milwaukee | 41  | 2  | 11.2 | .365 | .321 | .400 | 1.2 | .6  | .5  | .2  | 3.5 |
| 2017-18 | Milwaukee | 22  | 0  | 7.9  | .402 | .371 | .667 | .8  | .5  | .2  | .1  | 2.7 |
| 2017-18 | Brooklyn  | 1   | 0  | 4.0  | .000 | .000 | .000 | .0  | 1.0 | .0  | .0  | .0  |
| Total   | Total     | 133 | 8  | 12.3 | .337 | .312 | .692 | 1.2 | .6  | .4  | .2  | 3.1 |